# Criteri di Roma
I criteri di Roma sono dei criteri diagnostici stabiliti da una commissione internazionale per definire la diagnosi e guidare il trattamento dei disordini funzionali gastrointestinali (FGIDs), come la sindrome dell'intestino irritabile (IBS), la dispepsia funzionale e la sindrome da ruminazione.
I criteri diagnostici di Roma sono nati grazie alla Fondazione Roma, organizzazione non profit, sotto la gestione professionale del Degnon Associates con sede a McLean, in Virginia.

## Storia
Negli anni sono stati fatti diversi approcci sistematici, spesso falliti, di classificare l'area dei disordini funzionali gastrointestinali, a cominciare dal 1962, quando Chaudhary e Truelove pubblicarono una revisione retrospettiva dei pazienti con IBS a Oxford, in Inghilterra. In seguito nacquero i "Criteri di Manning" per la sindrome dell'intestino irritabile, ricavati da un documento pubblicato nel 1978 da Manning e colleghi. Dopo questa prima importante classificazione, il lavoro scientifico di ricerca sui disordini funzionali gastrointestinali è proseguito con ulteriori studi.

### Criteri di Roma I edizione
I criteri di Roma (Le linee guida di Roma per IBS) si sono evoluti da una prima serie di criteri pubblicate nel 1989, attraverso il sistema di classificazione Roma per le FGIDs (1990), o Roma I. 
Successivamente si sono succedute i criteri di Roma I per IBS nel 1992 e per le FGIDs nel 1994.

### Criteri di Roma II edizione
Nel 1999 sono stati rivisitati i criteri di Roma I, per l'IBS e per le FGIDs, in quelli di Roma II.

### Criteri di Roma III edizione
Nel 2006, sono stati implementati i più recenti criteri di Roma III. Sia i "Roma II" e i "Roma III" considerano criteri di consenso pediatrici.

## La metodologia del processo di creazione dei criteri
I criteri di Roma sono sviluppati e poi pubblicati attraverso un processo consensuale, utilizzando il metodo Delphi (o tecnica Delphi). Lo sforzo editoriale è stato organizzato da un Comitato di Coordinamento di Roma. Questo processo richiede in genere molti mesi di lavoro dei ricercatori impegnati ed organizzati in comitati. 
I comitati di lavoro con conferenze mail e conferenze telefoniche sono impegnati fino all'incontro finale, che si è svolto a Roma, Italia.
Il lavoro prodotto per emanare i criteri di Roma III ha coinvolto 87 partecipanti provenienti da 18 paesi raggruppati in 14 comitati. In questa circostanza sono stati aggiunti membri da paesi al di fuori delle nazioni più industrializzate occidentali; per la prima volta erano presenti membri provenienti da Cina, Brasile, Cile, Venezuela, Ungheria e Romania.
Ulteriori gruppi di lavoro sono stati creati per lavorare su temi quali sessualità, società, paziente e problematiche sociali, farmacologia e farmacocinetica. Due comitati si sono occupati degli aspetti propri della pediatria: uno dedicato allo studio del neonato e bambino, l'altro applicato al bambino e all'adolescente.

## Classificazione
I criteri diagnostici di Roma IV per i disordini gastrointestinali funzionali sono di seguito elencati:
A. Disordini funzionali dell'esofago
A1. Dolore toracico di presunta origine funzionale dall'esofago
A2. Pirosi funzionale
A3. Ipersensibilità al reflusso
A4. Globo (sensazione di corpo estraneo)
A5. Disfagia funzionale
B.  Disordini funzionali dello stomaco e del duodeno
B1. Dispepsia funzionale (indigestione)
B1a. Sindrome da stress post-prandiale
B1b. Sindrome da dolore epigastrico
B2. Disordini da eruttazione
B2a. Aerofagia (eccessiva ingestione di aria)
B2b. Intensa eruttazione di natura non specificata
B3. Nausea e vomito funzionale
B3a. Nausea cronica idiopatica
B3b. Sindrome del vomito ciclico funzionale
B3c. Sindrome da iperemesi da cannabinoidi
B4. Sindrome da ruminazione negli adulti
C. Disordini funzionali intestinali 
C1. Sindrome da intestino irritabile (IBS) (che può essere con predominante costipazione, diarrea, mista o non classificata)
C2. Stipsi funzionale
C3. Diarrea funzionale
C4. Distensione/gonfiore funzionale
C5. Disturbi intestinali funzionali non specificati
D. Sindrome da dolore addominale funzionale
D1. Centrally mediated abdominal pain syndrome
D2. Iperalgesia gastrointestinale da oppioidi
E. Disturbi funzionali della colecisti e dello sfintere di Oddi
E1. Dolore biliare
E1a. Disturbi funzionali della cistifellea
E1b. Disordini funzionali delle vie biliari associati a disfunzione di sfintere di Oddi
E2. Disturbi funzionali del pancreas associati a disfunzione dello sfintere di Oddi
F. Malattie funzionali dell'ano e del retto
F1. Incontinenza funzionale
F2. Dolore funzionale nel ano e del retto
F2a. Sindrome del muscolo elevatore dell'ano
F2b. Dolore funzionale non specificato dell'ano-retto
F2c. Proctalgia fugace
F3. Disturbi funzionali della defecazione
F3a. Inadeguata forza propulsiva durante la defecazione
F3b. Defecazione dissinergica
G. Disturbi funzionali nei neonati, lattanti e bambini
G1. Rigurgito neonatale
G2. Sindrome da ruminazione dei neonati
G3. Sindrome del vomito ciclico
G4. Colica neonatale
G5. Diarrea funzionale
G6. Dischezia infantile
G7. Stipsi funzionale
H. Disturbi funzionali nei bambini più grandi e negli adolescenti
H1. Vomito e aerofagia
H1a. Sindrome del vomito ciclico
H1b. Nausea e vomito funzionali
H1b1. Nausea funzionale
H1b2. Vomito funzionale
H1c. Sindrome da ruminazione negli adolescenti in fase di sviluppo
H1d. Aerofagia
H2. Disturbi funzionali associata a dolore addominale
H2a. Dispepsia funzionale
H2a1. Distress postprandiale
H2a2. Sindrome da dolore epigastrico
H2b. Sindrome dell'intestino irritabile
H2c. Emicrania addominale
H2d. Dolore addominale funzionale non altrimenti specificato
H3. Costipazione e incontinenza fecale
H3A. Stipsi funzionale
H3B. Incontinenza fecale da mancata ritenzione

### Criteri per la diagnosi di IBS
La IBS o Irritable bowel syndrome (Sindrome del colon irritabile) non va scambiata con la Inflammatory bowel disease IBD (Malattia infiammatoria intestinale). 
La IBS è una delle più comuni malattie gastrointestinali oggi diagnosticata; si stima presente nel 25-50% delle consultazioni dei gastroenterologi.
I clinici devono usare una serie di procedure e test di laboratorio per confermare questa diagnosi. Il requisito cardine per la diagnosi di IBS è il dolore addominale. I criteri di Roma II sono stati utilizzati per diagnosticare la IBS dopo un'attenta anamnesi del paziente e facendo anche un esame fisico addominale alla ricerca di sintomi.
Con i criteri di Roma III, sono stati incorporati ed emanati alcuni cambiamenti che modificano i precedenti criteri, inoltre sono stati emanati criteri pediatrici.
Secondo i comitati di Roma II e il funzionale Gut Group Brain Research, l'IBS può essere diagnosticata sulla base della presenza di sintomi da almeno 12 settimane, non necessariamente consecutive, purché nei 12 mesi precedenti ci sia stato disagio o dolore addominale con due su tre di questi caratteristiche:
- dolore alleviato con la defecazione; e/o
- esordio associato ad un cambiamento nella frequenza delle feci, e/o
- esordio associato ad un cambiamento di forma (aspetto) delle feci.

I sintomi che cumulativamente supportano la diagnosi di IBS sono: 
- Frequenza di evacuazione anormale (per scopi di ricerca, "anormale" può essere definito come più di tre evacuazioni al giorno e meno di tre evacuazioni a settimana);
- Feci di  forma anomala (feci grumose o a pezzi o acquose);
- Passaggio delle feci anomale (sforzo, urgenza, o sensazione di evacuazione incompleta);
- Gonfiore o sensazione di distensione addominale.

Sintomi aggiuntivi di IBS:
A) Meno di tre evacuazioni a settimana
B) Più di tre movimenti intestinali al giorno
C) Feci dure o grumose
D) Feci (molli) o acquose
E) Tensione nel corso di una defecazione
F) Urgenza (fretta di defecare)
G) Sensazione di evacuazione incompleta
H) Emissione di muco durante la defecazione
I) Sensazione di pienezza addominale, gonfiore, o gonfiore

### Sottotipi
| Sottotipi di presentazione prevalente delle feci nella IBS secondo i criteri di Roma II |
| --- |
| IBS-D (con diarrea predominante): almeno 1 di B, D, F e nessuno di A, C, E; o almeno 2 di B, D, F e uno di A o E. |
| IBS-C (con stipsi predominante): almeno 1 di A, C, E e nessuno di B, D, F, o almeno 2 di A, C, E e uno di B, D, F. |
| Sottotipi di presentazione prevalente delle feci nella IBS secondo i criteri di Roma III |
| 1. IBS con costipazione (IBS-C) - feci dure o grumose * ≥25% e sciolte (molli) o feci acquose† <25% movimenti intestinali. ‡ |
| 2. IBS con diarrea (IBS-D) - sciolte (molli) o feci acquose † ≥25% e feci dure o grumose * <25% movimenti intestinali. ‡ |
| 3. IBS tipo misto (IBS - M) - feci dure o grumose * ≥ 25% e sciolte (molli) o feci acquose † ≥25% movimenti intestinali. ‡ |
| 4. IBS non tipizzate (IBS - U) - insufficiente anormalità delle feci per essere IBS-C, D o M.‡ |

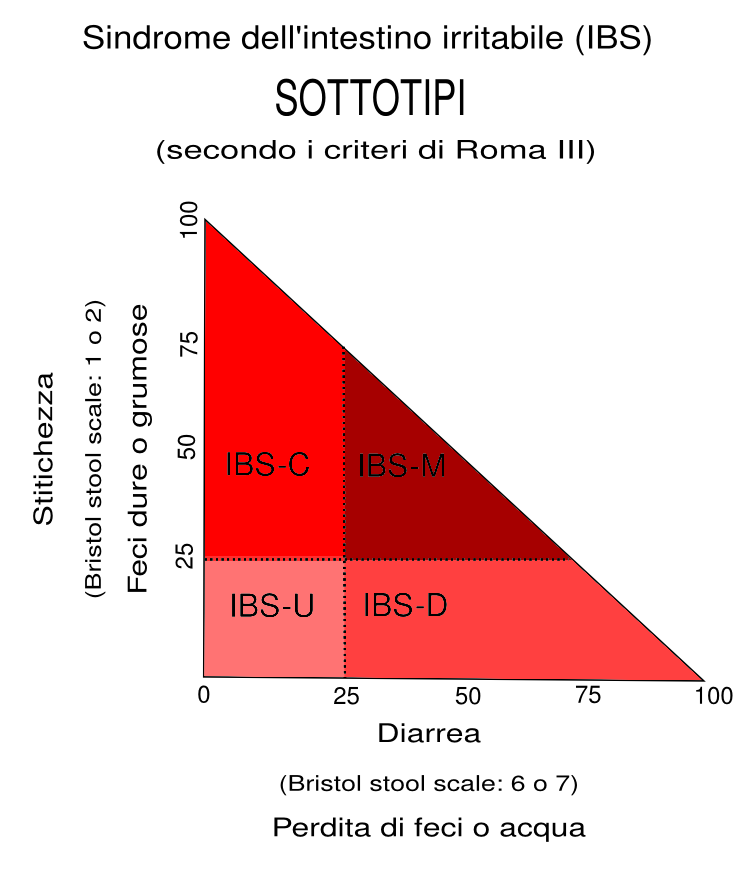
Rappresentazione grafica delle quattro presentazioni note della IBS, e il ruolo % della consistenza delle feci, secondo la scala di Bristol, nei tipo 1 e 2 (stipsi sull'ordinata) piuttosto che di tipo 6 e 7 (diarrea sulle ascisse)

| - Bristol Stool Scale tipo 1-2 (grumi duri separati come nociole (defecazione difficile) oppure a forma di salsiccia); † Bristol Stool Scale tipo 6-7 (pezzi soffici con bordi frastagliati, molli o acquose, senza pezzi solidi o interamente liquide); ‡ In assenza di utilizzo di antidiarroico o lassativo. |

### Sintomi allarme
Sintomi allarme chiavi non tipici di IBS sono:
- Un dolore che si risveglia e interferisce con il sonno
- Diarrea che risveglia e interferisce con il sonno
- Sangue nelle feci (visibile o occulto)
- Perdita di peso
- Febbre
- Esame fisico anormale

### Differenze tra il Roma II e il Roma III
Un aggiornamento a questi criteri è stato emanato in occasione del III convegno di Roma e pubblicato nel maggio 2006. La validità dei sottotipi, in questa revisione, è stata rimessa in discussione, poiché:
- la validità e la stabilità di tali sottotipi nel corso del tempo è sconosciuta e deve essere oggetto di future ricerche.
- A causa dell'instabilità sintomo caratteristico, si preferiscono i termini di IBS con costipazione IBS-C e di IBS con diarrea IBS-D al posto di stipsi e diarrea predominante con IBS.

Oltre a soddisfare questi criteri positivi, i pazienti devono effettuare test di laboratorio con un esame emocromocitometrico completo, batteria di esami chimico/fisico di base, con la VES.
L'accuratezza diagnostica per l'IBS è di oltre il 95% quando i criteri di Roma II sono soddisfatti e la storia clinica del soggetto e l'esame fisico non suggeriscono alcun'altra causa con prove di laboratorio iniziali negative.
In passato si pensava che la diagnosi di IBS fosse basata su una diagnosi di esclusione, cioè, se non si riesce a trovare una causa allora l'IBS diventa la diagnosi. 
La diagnosi di IBS si basa, invece, su criteri di inclusione secondo i criteri di Roma II (aggiornati nei criteri di Roma III) escludendo altre malattie e basandosi sull'anamnesi, l'esame fisico, e test di laboratorio. Anche se i criteri di Roma II e III non sono stati progettati per essere linee guida nella gestione dei pazienti, esse sono un "gold standard" per la diagnosi di IBS. La diagnosi positiva aiuta il medico nella diagnosi e i pazienti nel riconoscimento della terapia.
Una diagnosi di IBS, in un paziente adulto, è utile solamente come strumento per escludere eventuali problemi più gravi ed è impiegata per discernere una condizione clinica da eventualmente approfondire.
Con i Criteri di Roma III è stata validata la Bristol Stool Scale come utile e facile strumento per la diagnosi di IBS nelle sue varianti cliniche; ed anche per una valutazione della risposta ai vari trattamenti terapeutici.